# 4 Geminorum
4 Geminorum är en blåvit stjärna i stjärnbilden Tvillingarna.
4 Geminorum har visuell magnitud +6,88 och kräver fältkikare för att kunna observeras. Den befinner sig på ett avstånd av ungefär 850 ljusår.